# Mansuphantes rossii
Mansuphantes rossii är en spindelart som först beskrevs av Lodovico di Caporiacco 1927.  Mansuphantes rossii ingår i släktet Mansuphantes och familjen täckvävarspindlar. Inga underarter finns listade i Catalogue of Life.